# Hörnsjön (naturreservat)
Hörnsjön är ett kommunalt naturreservat i Örnsköldsviks kommun som omfattar sjön Hörnsjön  med omgivningar.
Området är naturskyddat sedan 1994 och är 64 hektar stort. Reservatet ligger i södra delen av Varvsberget och består av blandskog.